# Rolando Zapata Bello
Pour les articles homonymes, voir Bello (homonymie).
Rolando Rodrigo Zapata Bello (né le 11 août 1968) est un homme politique et avocat mexicain, membre du PRI, servant actuellement comme gouverneur du Yucatán depuis 2012.
Il est également député lors de la LXIe législature du Mexique où il représente ce même État.